# LATAM 카고 콜롬비아
LATAM 카고 콜롬비아(영어: LATAM Cargo Colombia)은 콜롬비아의 화물 항공사로 본사는 콜롬비아 보고타에 위치해 있으며 허브 공항으로 엘도라도 국제공항, 마이애미 국제공항, 메데인 국제공항이 있으며 계열사는 ABSA 카고 항공, LATAM 카고 칠레, LATAM 카고 멕시코가 있다.

## 보유 기종
- 2012년 3월 기준으로 LATAM 카고 콜롬비아는 다음과 같은 기종을 보유하고 있다.[2]

## 같이 보기
- LATAM 칠레
- LATAM 카고 칠레

## 사진

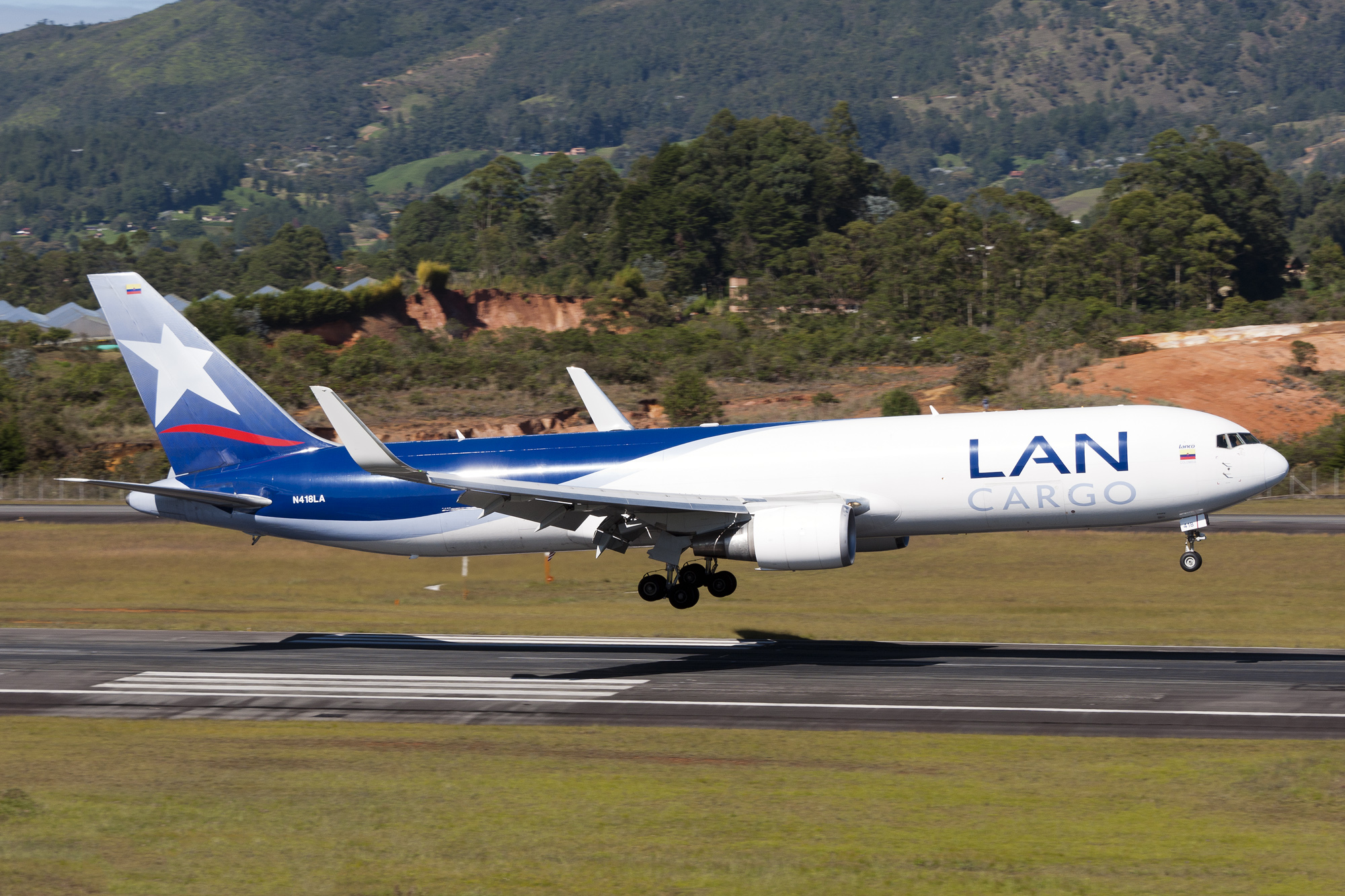
LATAM 카고 콜롬비아의 보잉 767-300ERF